# Lafjord (Schiff)
Die Lafjord ist eine Doppelendfähre der norwegischen Reederei Boreal Sjø.

## Geschichte
Die Fähre wurde unter der Baunummer 2019-0677 auf der niederländischen Werft Holland Shipyards in Hardinxveld-Giessendam gebaut. Die Kiellegung fand am 1. September 2020, der Stapellauf am 27. Juli 2021 statt. Die Fertigstellung der Fähre erfolgte am 17. März 2022. Der Entwurf stammte von Wärtsilä Ship Design.
Die Fähre wurde für die Fährverbindung zwischen Abelnes und Andabeløy im Verlauf des Fylkesvei 4128 gebaut. Den Betrieb der Verbindung hatte Boreal Sjø zum 1. September 2021 von der zur Reederei Norled gehörenden Reederei Flekkefjord Dampskipsselskap übernommen. Die Lafjord verkehrt seit Ende März 2022 auf der Fährverbindung. Sie ersetzte hier die Hidrasund.

## Technische Daten und Ausstattung
Die Fähre wird elektrisch von jeweils einer Schottel-Propellergondel (Typ: SRE 210 L) an den beiden Enden angetrieben. Die Elektromotoren werden aus Akkumulatoren gespeist, die an den Anlegern geladen werden können. Zur Sicherheit steht für die Stromerzeugung ein von einem Scania-Dieselmotor des Typs DI16M angetriebener Generator zur Verfügung. Der Motor kann mit Biodiesel betrieben werden.
Die Fähre verfügt über ein durchlaufendes Fahrzeugdeck mit zwei Fahrspuren. Das Fahrzeugdeck ist von beiden Enden über Rampen zugänglich. Es ist im mittleren Bereich mit dem Steuerhaus überbaut. Die Durchfahrtshöhe beträgt 4,6 m, die maximale Achslast 13 t. Auf einer Seite der Fähre befindet sich auf dem Hauptdeck ein Aufenthaltsraum für die Passagiere.